# Cymodoce hanseni
Cymodoce hanseni es una especie de crustáceo isópodo marino de la familia Sphaeromatidae.

## Distribución geográfica
Se distribuye por el mar Mediterráneo.